# Emoció

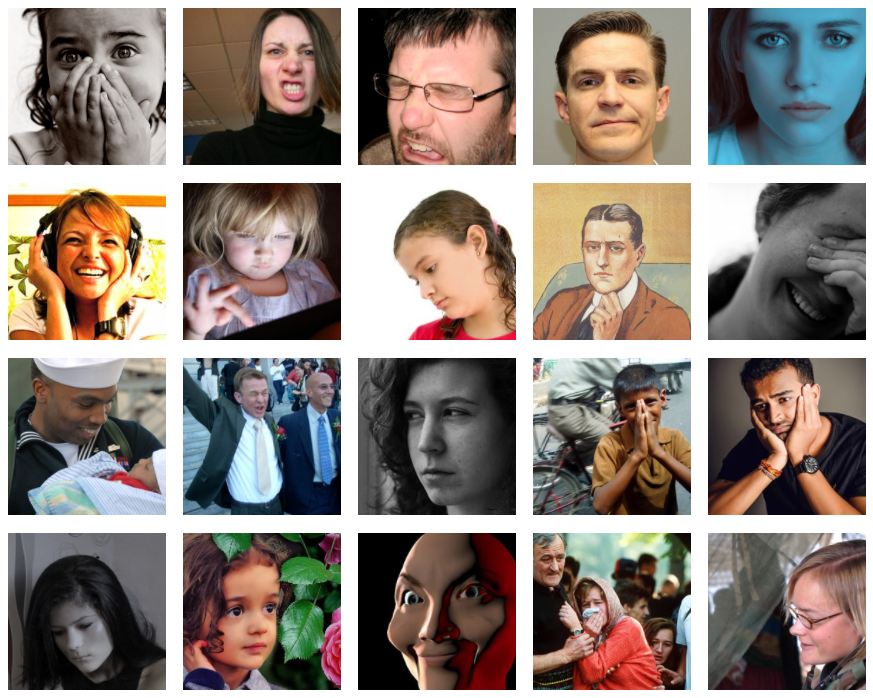
Collage de les diferents emocions.

L'emoció, en la seva definició més general, és un intens estat mental que sorgeix en el sistema nerviós de manera espontània i provoca una resposta psicològica positiva o negativa. És un impuls involuntari originat com a resposta als estímuls de l'ambient que indueix sentiments tant a l'ésser humà com en animals i que desencadena conductes de reacció automàtica. L'emoció és matèria d'estudi de la psicologia, neurociència i, més recentment, de la intel·ligència artificial.
Una emoció és un procés que s'activa quan l'organisme detecta algun perill, amenaça i desequilibri amb la finalitat de posar en marxa recursos que es troben al seu abast per controlar la situació (Fernández – Abascal i Palermo, 1999). Per tant, les emocions són mecanismes que ens ajuden a reaccionar amb rapidesa davant successos inesperats que funcionen de manera automàtica, són impulsos per actuar. Cada emoció prepara l'organisme per a una classe diferent de resposta; per exemple, la por provoca un augment del batec cardíac que fa que arribi més sang als músculs afavorint la resposta de fugida.

## Etimologia
L'etimologia de la paraula "emoció" prové del francès antic del segle xii emouvoir ('el que fa moure', 'agitar-se', 'commoure'). Aquesta, al seu torn, conté arrels llatines, concretament del mot llatí emotio, emotionis, que deriva del verb emovere, compost pel prefix e-/ex- ('de' ‘des de’, 'cap enfora') i el verb movere (‘moure’, ‘traslladar’, ‘impressionar’), que, en conjunt, significa ‘remoure’, ‘treure d’un lloc’, 'retirar'. Per això, en el marc etimològic, “emoció” és quelcom que ens mou, que ens treu del nostre estat habitual, i, fins i tot, remou, verb que podem relacionar amb una agitació interna. A partir del segle xviii es començà a relacionar amb aspectes mentals.

## Definició
Definir el concepte “emoció” és una tasca complexa, pel fet que, malgrat ser una paraula molt usual, n’existeix un gran ventall de definicions —algunes més properes al camp científic o psicològic, d'altres més d’ús quotidià— que dificulten una proposta de definició universalment acceptada. Hi ha un ampli consens, no obstant això, en acceptar la distinció entre emoció i sensació. Sensació pot ser entès com l'experiència subjectiva d'una emoció que sorgeix fisiològicament al cervell.
Expressat de manera quotidiana –emprant un vocabulari d’ús comú–, les emocions són aquells estats d’ànim produïts per percepcions dels sentits, idees o records que sovint es manifesten en gestos, actituds o altres formes d’expressió. Per exemple, una emoció de sorpresa desencadenaria una reacció conductual com obrir la boca o cridar. Si busquem la definició de la DIEC, una emoció és una «reacció afectiva, en general intensa, provocada per un factor extern o pel pensament, que es manifesta per una commoció orgànica més o menys visible». Aquesta definició és similar a l’exposada pel psicopedagog Rafael Bisquerra, catedràtic d’Orientació Psicopedagògica i fundador i primer director de l’GROP (Grup de Recerca en Orientació Psicopedagògica). Bisquerra comparteix la visió que quelcom, un estímul extern o intern –el pensament–, genera una reacció –l’emoció–, la qual es caracteritza per una excitació o pertorbació –intensitat– i desencadena una resposta –commoció orgànica–.
Per altra banda, hi ha qui defineix aquest concepte des d’una vessant més científica, amb terminologia inclosa dins del marc de la neurociència, camp que estudia el sistema nerviós –el nucli del qual n’és el cervell, origen de les emocions–. El 2006, Robert V. Kail, professor de Ciències Psicològiques a la Purdue University, i John C. Cavanaugh, canceller del Pennsylvania State System of Higher Education, van proposar les emocions com a «processos neuroquímics i cognitius relacionats amb l'arquitectura de la ment (presa de decisions, memòria, atenció, percepció, imaginació). Han estat perfeccionades pel procés de selecció natural com a resposta a les necessitats de supervivència i reproducció». D’aquesta definició se’n pot extreure la idea que les emocions són respostes d’origen primitiu, és a dir, reaccions inconscients lligades a un instint de supervivència estretament relacionades amb allò racional i cognitiu –arquitectura de la ment–.
Molts psicòlegs defineixen les emocions en termes de tres atributs fonamentals: 
- El desvetllament fisiològic
- L'expressió conductual (per ex., expressions facials)
- L'experiència conscient, la sensació subjectiva d'una emoció

Els tres atributs són necessaris per a un ple esdeveniment emocional, encara que la intensitat de cada un pot variar molt.
Robert Masters fa les següents distincions entre:
- Afecte. És una sensació d'avaluació innatament estructurada, no cognitiva allò pot o pot no registrar-se en el coneixement.
- Sensació. És l'afecte fet conscient, posseint una capacitat d'avaluació no només fisiològica sinó, sovint, també orientada psicològicament.
- Emoció. Es construeix de manera psicosocial, amb sentiments dramatitzats.

### Raó i emoció
La relació i la diferenciació entre raó i emoció ha estat un tema conflictiu molt recorrent al llarg de la història. L'emoció es considera a vegades com l'antítesi de la raó. Aquesta distinció prové de la filosofia occidental. Les emocions poden no ser desitjades per l'individu que les sent; pot voler controlar-les però sovint no pot aconseguir-ho. Un tret característic de l'ésser humà és aquest conflicte, o fins i tot oposició, entre emoció i raó.
A la Grècia clàssica, s'establia la relació raó-emoció amb la “metàfora de l’amo i l’esclau”. En aquest concepte, l’amo és la raó, la ment, la cognició, mentre que l’esclau és símbol de les emocions i passions. Ja des d’aquell moment, doncs, s'exposa la idea del dualisme antropològic entre ment i cos –que nombrosos filòsofs han estudiat, com Plató o Descartes–, en què s'estableix una clara jerarquia entre ambdós conceptes.
La dimensió intel·lectual o racional, entesa com a aquella capacitat per a elaborar, comprendre i manejar conceptes, idees o pensaments, tradicionalment ha ocupat un rang de prestigi superior al de la dimensió emocional. Això es veu clarament reflectit a l’escola, en què s'han avaluat majoritàriament les capacitats cognitives de cada individu, menystenint la seva intel·ligència emocional –sortosament, cada cop es dona més importància a l’educació emocional, sobretot en les etapes més primerenques d’infantil i primària–. El 1343, Boeci, junt amb Tomàs d’Aquino, fins i tot definia l’ésser humà només com a animal racional: «Persona est naturae rationalis individua substantia» (al català, “Persona és la substància individual de naturalesa racional”). Aquesta definició, si bé evidencia l’element característic de l'ésser humà que el permet diferenciar de la resta d'animals –capacitat racional–, separa contundentment la raó de l’emoció i els sentiments. Tanmateix, l'afirmació és falsa, si bé aquestes dues dimensions estan plenament relacionades, fins al punt que ambdues parteixen d’un mateix origen: el cervell.
A més a més, però, aquests processos racionals propis dels humans són fruit de les emocions prèvies, aquelles primitives i inconscients com la por, les quals es van desenvolupant i perfeccionant cap a respostes a que s'aproximen més a la raó, com fugir. El neuròleg António Damásio va exposar el 2006 que “qualsevol decisió humana és un producte de mecanismes emocionals i de processos cognitius. En les espècies que ens van precedir, els primers raonaments van ser emocionals. Quan un animal fuig d’una amenaça, pren aquesta decisió basant-se en un mecanisme emocional: la por que li produeix un depredador, per exemple. I també en el cas dels éssers humans, les emocions són components fonamentals en la presa de decisions. Estan ací per ajudar-nos a fer o deixar de fer alguna cosa.” Per tant, les emocions són respostes preconscients, és a dir, anteriors a la raó, a la consciència de la pròpia emoció –reconèixer que s'està alegre o trist, o bé que es té por–. Fins i tot, van aparèixer abans que l’ésser humà com a espècie –part d’una comunitat social i conscient– i van permetre l’evolució humana, tal com exposa Marta Portero Tresserra, doctora en neurociències i investigadora a l’Institut de Neurociències de la UAB.
En el clàssic model de cervell de Paul MacLean (Triune brain), les emocions es defineixen com les respostes del còrtex dels mamífers. Es produeixen respostes instintives des del còrtex reptilià que poden entrar en competència amb el neocòrtex més lògic, que és el que raona. La investigació actual en el sistema de circuits neuronals de l'emoció suggereix que aquesta és una part essencial de la capacitat de presa de decisió i planificació humana, i que la famosa distinció feta per Descartes entre raó i emoció no és tan clara.

### Origen
Segons Aaron Sloman, la necessitat d'afrontar un món canviant i parcialment impredictible fa necessari que qualsevol sistema intel·ligent (natural o artificial) amb motius múltiples i capacitats limitades requereixi el desenvolupament d'emocions per sobreviure. D'acord amb Linda Davidoff,
les emocions es constitueixen mitjançant els mateixos components subjectius, fisiològics i conductuals que expressen la percepció de l'individu respecte al seu estat mental, el seu cos i la forma en què interacciona amb l'entorn, sent així quins avantatges podria tenir un sistema artificial molt complex, diguem, una planta nuclear, que va ser dissenyat perquè els seus sistemes de control responguessin de manera emotiva? Com funcionaria un avió de combat emotiu? ¿Seria prudent que el sistema de control d'un vaixell petrolier sentís por o enuig? ¿I el sistema de vigilància d'un aeroport?, Contràriament a la creença popular, les emocions, lluny de ser un obstacle en la comprensió cabal de l'univers el descriuen amb claredat. Les emocions són mecanismes que permeten a la ment descriure la nostra cosmovisió, capacitant-nos per interaccionar amb les persones i les coses en el medi que descrivim com univers. El nostre conscient no sempre està correctament nodrit d'informació com per poder descriure la nostra cosmovisió mitjançant el llenguatge o símbols. La percepció emocional de l'entorn ens nodreix d'informació perquè, adequadament elevi al conscient i subjecta a l'ego, ens permeti el procés i administració dels recursos disponibles; aquest ús personal que fem dels recursos ens ofereix una visió diferent del món que ens envolta.

## Classificació de les emocions
A l'estudi de les emocions, el mètode de classificació aplicat és un aspecte d'interès. En sintonia amb les definicions, no hi ha un consens universal sobre una metodologia classificatòria. La falta d'un criteri unànime provoca la ideació de nombroses teories i propostes de classificació per part dels investigadors. Alguns trets per dividir-les són:
- Emocions positives o negatives
- Emocions primàries o secundàries
- Emocions dominants o submises
- Emocions intenses o lleus
- Emocions dirigides cap als altres, cap a un mateix o cap a entitats no humanes

L'estabilitat emocional del subjecte fa referència a la capacitat de mantenir emocions en el temps de manera consistent i en reacció a estímuls determinats, mentre que les persones inestables emocionalment tendeixen a canviar ràpidament de sensacions i amb una resposta desigual a estímuls similars.
Un punt de connexió entre les diverses classificacions és la situació de les emocions en un eix graduat de plaer. Principalment, s'acostuma a distingir entre emocions positives i negatives o, el que és el mateix, agradables i desagradables.

### Emocions positives i negatives
- Les emocions positives són el resultat d'una avaluació favorable i agradable d'haver assolit un objectiu o meta. L'afrontament consisteix al gaudi i benestar que proporciona l'emoció. En són exemples l'alegria, l'orgull, l'amor, l'afecte o la felicitat.

- Les emocions negatives, en canvi, són desagradables i s'experimenten quan es bloqueja una meta, davant una amenaça o una pèrdua. Aquestes emocions requereixen energia i mobilització per a l'afrontament de la situació. En són exemples la por, la ràbia o l'aversió.

- També s'acostuma a afegir una tercera categoria, la de les emocions ambigües, destinada a aquelles que es troben en un punt entremig de l'oposició de les percepcions de plaer i desplaer. També s'hi inclouen les emocions que varien en funció de la circumstància. La sorpresa n'és un exemple.[7]

- Bisquerra,[9] basant-se en una anàlisi profunda de les propostes fetes per diversos autors sobre la classificació de les emocions, inclou que, a més de les comentades, existeixen les emocions estètiques.[24] Aquestes emocions han estat experimentades pel subjecte, que, tanmateix, presenta la impossibilitat de descriure-les. S'associen a l'observació de determinades obres artístiques o estètiques, situació que d'alguna manera recorda al síndrome d'Stendal, una malaltia psicosomàtica que provoca una sèrie de respostes fisiològiques (augment del ritme cardíac, vertigen o alucinacions) per la exposició perllongada a la bellesa –és a dir, per una sobredosi de plaer–.[25][26]

### Emocions primàries i secundàries
Tradicionalment s'ha acceptat que hi ha certes emocions bàsiques o primàries i d'altres secundàries. Les primàries són més universals i les secundàries acostumen a implicar sentiments complexos o ser la suma de diverses emocions primàries.
Dins les emocions primàries es troben la ràbia, la por, la pena, l'alegria, el fàstic i la sorpresa. Robert Plutchik hi afegeix l'acceptació i la curiositat. No hi ha acord sobre les emocions secundàries, que poden canviar molt segons l'autor que les enumeri. Algunes de les més comunes són l'ansietat, l'avorriment, el ressentiment, la pietat, la confusió, la decepció, la vergonya, la gratitud, la culpabilitat, la nostàlgia, l'esperança, l'interès, la gelosia, la malenconia i l'admiració.

## Component fisiològic
El component fisiològic de les emocions són els canvis que es desenvolupen en el sistema nerviós central (SNC) i que estan relacionats amb la presència de determinats estats emocionals. Són tres els subsistemes fisiològics que segons Davidoff estan relacionats amb les emocions: el SNC, el sistema límbic i el sistema nerviós autònom. Durant els processos emocionals es consideren particularment actius als següents centres del SNC:
- L'escorça cerebral, que forma part del SNC. Davidoff i Sloman coincideixen que l'escorça cerebral activa, regula i integra les reaccions relacionades amb les emocions. D'acord amb l'Arquitectura Computacional de la Ment de Sloman,[27] és necessari un procés central que administri les decisions referents a intencions, planificació i resolució de conflictes. Les decisions d'un sistema intel·ligent no es poden prendre de manera independent i per això els processos desenvolupats per la ment que impliquin adequades solucions als conflictes necessiten ser resoltes a un nivell més gran d'abstracció. Sloman considera els processos emocionals com la base estructural de la ment dels sistemes intel·ligents.
- L'hipotàlem, que forma part del sistema límbic i que es relaciona amb l'activació del sistema nerviós simpàtic. Aquest centre té a veure amb emocions com el temor, l'enuig, a més de participar com a activador de la set i de l'activitat sexual.

- L'amígdala, que s'activa front a estímuls externs fent aparèixer sensacions com la ira, la desconfiança, el plaer i el temor. L'extirpació de l'amígdala provoca complexos canvis en la conducta.

- La medul·la espinal. D'acord amb diferents investigadors (Wolff, Ax, Schwartz) és possible que les reaccions emocionals estiguin relacionades amb canvis fisiològics necessaris perquè l'individu pugui enfrontar-se a determinades situacions o també perquè pugui transmetre missatges o senyals de resposta a altres individus. Pot considerar-se també la hipòtesi que molts d'aquests canvis potser siguin perceptibles només de forma inconscient per altres individus.

Wolff va demostrar experimentalment que les parets de l'estómac reaccionen als estats emocionals canviant el seu flux sanguini, les contraccions peristàltiques i les secrecions d'àcid clorhídric. Albert Ax va determinar la relació entre les emocions i la freqüència cardíaca, la conductivitat elèctrica de la pell (relacionada amb la transpiració), la tensió muscular, la temperatura de la cara i les mans, i la freqüència respiratòria. Va trobar que les reaccions emocionals davant el perill provocaven reaccions similars a l'acció de l'adrenalina; també que els actes insultants provoquen reaccions musculars, cardíaques i respiratòries similars a l'acció de l'adrenalina i noradrenalina. Gary Schwartz va observar que algunes reaccions emocionals provoquen canvis de tensió muscular facial imperceptibles a simple vista però mesurables instrumentalment.
La interocepció també té un paper molt important en el processament emocional, ja que aquesta ens proporciona una actualització moment-a-moment del nostre cervell sobre l'estat del nostre cos, incloent-hi la seva reacció a l'ambient percebut, el que pot influir en el nostre estat emocional.

### Polígraf
Els polígrafs, amb totes les prevencions a considerar, es basen en els canvis fisiològics que provoca la tensió de mentir.

## Filosofia de les emocions
La descripció de les emocions com gairebé tots els conceptes relacionats amb la conducta i cognició humana està subjecta a l'apreciació des de dos punts de vista naturalment oposats. D'una banda, una explicació idealista que es basa en la concepció d'un univers infinitament complex l'enteniment absolut del qual només està en mans d'un ésser suprem i ideal. A l'altre extrem una concepció materialista que descriu els fenòmens universals, inclosos aquells que expliquen la condició humana, com una conseqüència lògica de la configuració inicial, elemental i simplificada d'un univers, que en els seus inicis només estava ple de "voluntat de crear", és a dir, energia.
Els idealistes consideren a les emocions com un llegat diví l'origen no és comprensible per la ment humana no inspirada. Les emocions són humors invisibles que dicten les regles de conducta social i individual i que prevenen dels efectes nocius o benèfics dels nostres actes i pensaments i expliquen la bondat de les causes. Tractar d'explicar les emocions des d'aquest punt de vista implica, per l'idealisme, tractar de raonar la relació que existeix entre l'enteniment humà i els designis de Déu. La inspiració divina es comunica amb els éssers humans mitjançant les emocions, les emocions són en aquests termes caràcters d'un llenguatge els missatges només pot ser entès per aquells que han aconseguit un nivell de comprensió i abstracció espiritual superior de les obres de Déu i dels homes, filòsofs, sacerdots, endevins i emperadors. Les emocions vistes d'aquesta manera expliquen sense necessitat de polèmica la divinitat i maldat de totes les coses. Els déus, els elegits i els sants són llavors entitats l'explicació és el conjunt emocional que provoquen en el creient o en l'inspirat.
Del costat oposat, el materialisme, consideren que els fets de l'univers són conseqüència de les alteracions de l'atzar, generades per la constant distribució de l'energia cap als confins de l'univers, d'una gran explosió que afecta, des dels seus inicis, una gran sopa submolecular primigènia. Les emocions per al materialista, són estructures cada vegada més improbables d'esdeveniments i objectes, que han estat ordenats i emmagatzemats en el complex trencaclosques de la cognició al llarg de milions d'anys d'evolució, i que han sobreviscut gràcies a contínues escriptures i reescriptures a la biblioteca proteica del genoma animal.
Independentment de quina d'aquestes explicacions considerem més acceptable, les emocions constitueixen un concepte tan important que no permeten deixar camí sense recórrer. Els estudis tant humanistes com materialistes dels complexos sistemes emocionals dels éssers vius han permès explicar molts aspectes de la complexitat de la interacció humana i els sistemes socioeconòmics. L'enteniment de les emocions és a més un mecanisme de poder i influència bastant mal·leable i corrompible. De tot això, addicional a la comprensió dels caràcters emotius inqüestionables de cada individu, cal entendre el significat social i pràctic de les emocions.

### Importància de la comprensió de les emocions
La interacció humana amb l'entorn és bàsicament emocional, les característiques distingibles de la cognició humana respecte a altres éssers vivents sembla sempre estar definida en el pla emocional, al grau tal que els que han entès aquest fet l'han aprofitat per vincular les emocions amb objectes i identitats que normalment no són objectes emocionals de l'ésser humà. Com pot un ésser humà estimar a un automòbil? Com podem apreciar més a una persona que a una altra només per la seva forma de vestir? Com podem estimar o odiar els individus d'una raça com si fossin una única persona? La clau per contestar aquestes preguntes consisteix en la conversió de l'entitat real en un objecte d'expressió o percepció emocional. El plànol de l'emocional és el pla del que entenem o reconeixem com entès, recordat i conclòs en les nostres ments, si perceps una emoció respecte al fet, no hi ha necessitat de discussió addicional "l'has captat". L'individu tendeix a recordar amb més facilitat a les persones amb qui, d'una manera o altra, han estret un vincle emocional, encara que sigui negatiu, fins i tot momentani. Les relacions humanes i les preferències sobre persones i grups generades en instants de càrrega emocional són més duradores i radicals, com en un partit de futbol o en una guerra. Les grans guerres de l'actualitat són cada vegada més difícils d'entendre mitjançant els clàssics models socioeconòmics que durant dècades fem servir per explicar les guerres dels mil·lennis històrics passats.
L'explosiva importància actual de l'estudi de les emocions humanes rau en la propagació dels mitjans informàtics. Les innegables característiques cognitives de les emocions descobreixen la transcendència de la informació en la producció de conductes i d'apreciacions de les masses. Milions d'éssers humans buscant descàrregues d'emotivitat en la gran massa d'informació de les xarxes globals, en un món on els mitjans massius unidireccionals, s'han tornat completament indiferents i poc estimulants, davant d'un públic les reaccions ja no poden ser provocades si la informació no inclou un component explicatiu de la realitat individual i de la interacció amb el món. És un terreny enorme de possibilitats i perills per a aquells que sàpiguen descriure la forma d'interaccionar emocionalment amb milions d'usuaris, per això, que la informàtica i la intel·ligència artificial adquireixin un nou paper respecte al que els usuaris de les xarxes informàtiques busquen, aquests nous usuaris de la informació que ara interpreten i demanen resposta sobre els continguts de la mateixa són addictes a les emocions que el procés mental d'informació i la compressió del món genera en els seus cervells.
Autors com Minsky, Isaac Asimov i Bateson han estat renovats i els seus estudis han tornat a les aules de les universitats, antigues obres de la ciència-ficció on robots intel·ligents i emocionals afecten dràsticament el futur de la humanitat avui en dia són èxits en les cartelleres de les sales de cinema en el món. Tot això causa avidesa per descobrir la manera com s'ha concebut, com els ordinadors poden representar, explicar i interaccionar amb les emocions humanes, i més important, com comunicar-se i influir en milions d'éssers amb el mític llenguatge de les emocions. La dificultat del procés es fa evident quan es descobreix la ignorància generalitzada de les causes i conseqüències dels processos emotius i la seva relació amb la cognició i la concepció humana de la mateixa societat.
Al sospesar l'abandonament, per part de la ciència, l'economia i política, de l'enteniment dels intricats laberints dels sentiments, les emocions i les creences dels éssers humans descobrim quan ignorants són les societats i seus individus del futur dels pobles, el determinisme econòmic i polític no pot predir més un món tan complex, de tal manera que cal la concepció emocional dels individus i de les societats per a ser explicat. Les complexes relacions socials en un món amb recursos cada vegada més limitats, amb perills que no es presenten davant els individus en patrons físics recognoscibles, amb estructures socials canviants i ple d'éssers intel·ligents i ments complexes, preveu que la imminent caiguda de les tecnocràcia donarà lloc a l'imperi de les emocions, on les emocions humanes expliquen la nostra humana concepció del món. Quins tipus de societats o organitzacions basen la seva conformació únicament en els intercanvis emocionals dels individus? Quins són els efectes socials i polítics del xoc entre la racionalitat i l'emotivitat? Quines cultures modernes es caracteritzen per determinar els seus preceptes de justícia i riquesa en termes exclusivament emotius?

## Investigadors destacats
Gran científics que han tractat el tema de l'emoció:
- Charles Darwin amb L'origen de l'home, i la selecció en relació al sexe, publicat el 1871, Darwin va oferir nombroses proves que situaven l'ésser humà com una espècie més del regne animal, mostrant la continuïtat entre característiques físiques i mentals. També va exposar la teoria de la selecció sexual com una explicació de determinades característiques no adaptatives, com el plomatge de la cua del gall dindi, o l'evolució cultural i les diferències sexuals, racials i culturals, alhora que emfatitzava la pertinença de tots els humans a una mateixa espècie.[32] La seva investigació va ser ampliada amb el seu següent llibre, L'expressió de les emocions en l'home i els animals (1872), una de les primeres publicacions acompanyades de fotografies impreses, que discutia la continuïtat de la psicologia humana amb la conducta animal.
- William James el 1904 va publicar Existeix la consciència? on pretenia demostrar que el dualisme tradicional entre subjecte i objecte era una barrera per a una sòlida concepció de l'epistemologia i havia d'abandonar l'autoconsciència com una entitat oposada al món material. El 1907 publica Pragmatisme: un nou nom per algunes antigues maneres de pensar, on expressa que el pragmatisme és un mètode per apaivagar les disputes metafísiques que d'altra manera serien interminables. És el món un o múltiple? ¿Lliure o determinat? ¿Material o espiritual? El mètode pragmàtic, diu, en aquests casos tracta d'interpretar cada noció, traçant les seves respectives conseqüències pràctiques. Quina diferència d'ordre pràctic suposaria per a qualsevol que fos certa aquesta noció en comptes de la seva contrària? Si no pot traçar qualsevol diferència pràctica, aleshores les alternatives signifiquen pràcticament la mateixa cosa i tota disputa és vana. James té cura de definir el pragmatisme com a mètode. Per tant, el seu llibre no condueix a cap resultat concret sinó que és una manera d'enfrontar-se al món.
- Ivan Pàvlov investigà el sistema gàstric en els gossos, i les seves manifestacions externes en forma de salivació, arribant a mesurar la gana dels gossos mesurant la quantitat de saliva que aquests generaven després d'una carència d'aliments. Observà que els gossos tendien a salivar abans que l'aliment entrés realment en les seves boques, amb la qual cosa, al no observar cap explicació fisiològica per a tal fenomen començà a parlar de "secreció psíquica". Donades les circumstàncies, Pàvlov decidí estudiar més detingudament el fenomen que acabava de descobrir canviant la forma de presentar els aliments als animals. Això feu que descobrís una relació íntima entre les causes mentals i la consegüent resposta fisiològica que anomenà els reflexos condicionals. És a dir, les respostes reflexes, com la salivació, ocorren només condicionalment sobre experiències anteriors específiques de l'animal. Les seves investigacions el van dur a formular la llei del reflex condicionat, que va desenvolupar entre 1890 i 1900 després d'observar que la salivació dels gossos que utilitzava en els seus experiments podia ser resultat d'una activitat psíquica. Així doncs, va dur a terme un experiment consistent a fer sonar una campana just abans de donar aliment a un gos, arribant a la conclusió que, quan el gos tenia fam, començava a salivar només escoltar el so de la campana.[33]
- James Papez creia que la informació sensorial que arriba al tàlem es dirigia cap a l'escorça cerebral i l'hipotàlem. La informació que sortia de l'hipotàlem donava lloc a les respostes emocionals de control del cos i, finalment, la informació que sortia de l'escorça donava lloc als sentiments emocionals. Els trajectes seguits fins a l'escorça es deien «canal del pensament». Papez va ser molt més específic que Cannon i Bard sobre com es comunica l'hipotàlem amb l'escorça i sobre les zones corticals que hi intervenen. Va proposar una sèrie de connexions des de l'hipotàlem fins al tàlem anterior i fins a l'escorça cingular (part de l'escorça mitjana evolutivament antiga). Les experiències emocionals tenen lloc quan l'escorça cingular integra els senyals rebuts des de l'escorça sensorial (part de l'escorça lateral evolutivament nova) i des de l'hipotàlem. La informació que surt de l'escorça cingular cap a l'hipocamp i, des d'aquí, a l'hipotàlem permet que els pensaments que tenen lloc en l'escorça cerebral controlin les respostes emocionals.
- Baruch Spinoza com que l'ésser humà no és Déu, de la mateixa manera que la part no és el tot, no tots els nostres coneixements són adequats. Spinoza planteja tres nivells de coneixement: 1.-Sensible: coneixement imprecís de la realitat; 2.-Racional: aporta veritats universals i necessàries; 3.-Intuïtiu: coneixement de les idees innates i del seu fonament comú: Déu.
- Paul Ekman va trobar que les expressions facials de les emocions no són determinades culturalment, sinó que són més aviat universals i tenen, per tant, un origen biològic, tal com plantejava la hipòtesi de Charles Darwin. La comunitat científica de l'actualitat està d'acord que les troballes d'Ekman són vàlides. Entre les expressions que ell va classificar com universals es troben aquelles que expressen la ira, la repugnància, la por, l'alegria, la tristesa i la sorpresa. Pel que fa al menyspreu, és menys clar, encara que hi ha evidència preliminar en el sentit que aquesta emoció i la seva expressió poden reconèixer universalment.[34] Ekman va descriure "microexpressions" facials que, segons va demostrar, es poden utilitzar per detectar les mentides amb cert grau de fiabilitat, això com a part de l'anomenat Projecte Diògenes. També va desenvolupar el Sistema de Codificació Facial d'Accions (en anglès "Facial Action Coding System" FACS) per classificar totes les expressions de la cara humana que sigui possible imaginar. Ha publicat investigacions sobre una varietat molt àmplia de temes dins l'àmbit del comportament no verbal. Els seus treballs sobre la mentida, per exemple, no es van limitar a les expressions de la cara, sinó que es van basar en observacions sobre tot el cos humà. Ekman utilitza també els signes verbals de la mentida. En ser entrevistat sobre el cas Monica Lewinsky, va afirmar que, a causa del llenguatge eufemístic de Bill Clinton, era possible afirmar que estava mentint.[35] Les contribucions d'Ekman al Comitè Editorial de la revista Greater Good, publicada pel Greater Good Science Center, un centre d'investigació científica interdisciplinària de la Universitat de Califòrnia, Berkeley, inclouen les interpretació d'investigacions científiques sobre els fonaments de la compassió, l'altruisme i les relacions humanes pacífiques. Ekman ha contribuït, també, en gran manera a l'estudi dels aspectes socials de la mentida, de les raons per les quals mentim[36] i per les que no solen preocupar-nos la detecció de les mentides.[37]
- Hugo Finkelstein impulsor d'un corrent terapèutica que va denominar Clínica de l'afectivitat, va recórrer Llatinoamèrica i diversos països del món, participant com a columnista en programes televisius com "20 dones" i generant programes de ràdio i televisius, com ara "Emocions i Pensaments" a Ràdio Mitre; "Emocions" a FM La Isla i "Emocions i sentiments", a Radio Splendid. A partir de l'any 1995, es produeix un marcat interès en la seva persona pels aspectes biològics-científics, obtenint el títol de Màster en Psiconeuroendocrinología i publicant dues obres científiques: "Psicopatologia del dolor" i "Introducció a la psico-neuro-immuno-endocrinologia"